# Melinomyia flava
Melinomyia flava är en tvåvingeart som beskrevs av Kertesz 1915. Melinomyia flava ingår i släktet Melinomyia och familjen lövflugor.
Artens utbredningsområde är Taiwan. Inga underarter finns listade i Catalogue of Life.